# Helena Samara
Helena Samara, nome artístico de Lia Kalne (Belo Horizonte, 19 de julho de 1933 – São Paulo, 8 de novembro de 2007), foi uma atriz e dubladora brasileira. Ficou conhecida por ter dublado a personagem Dona Clotilde do seriado mexicano Chaves; dentre outros personagens da atriz Angelines Fernández.

## Biografia
Descendente de letões, Helena encetou a sua carreira no rádio ao lado da irmã Elvira Samara, onde, inicialmente fez algumas locuções. Transferiu-se para a Rádio Tupi, contratada pela diretora Sarita Campos. Participou da televisão na Rede Tupi, durante os primeiros anos. Posteriormente, transferiu-se para a TV Paulista e Rádio Nacional.
Como dubladora entrou em meados dos anos 60, quando saiu da Organização Victor Costa, hoje TV Globo.[carece de fontes?] Veterana na área, dubla desde os tempos da AIC, onde realizou trabalhos notórios, como Wilma Flintstone, em Os Flintstones, Endora em A Feiticeira, Tenente Uhura em Jornada nas Estrelas, dentre outros.
Trabalhou na TV Paulista, na Rede Tupi  e atuou no filme de Mojica Marins Como Consolar Viúvas, além de operar como locutora da Rádio Mulher.
Helena Samara faleceu em 8 de novembro de 2007, aos 74 anos, vítima de falência de múltiplos orgãos. Foi casada, mas veio a se divorciar, e teve uma filha, denominada Fátima.

## Atuações

#### Televisão
| Ano  | Título                | Personagem | Notas                             |
| ---- | --------------------- | ---------- | --------------------------------- |
| 1969 | A Pequena Órfã        | —          |                                   |
| 1963 | Conflito              | —          |                                   |
| 1962 | A Pequena Lady        | —          |                                   |
| 1962 | A Herdeira de Ferleac | —          |                                   |
| 1959 | Teletrama             | —          | Episódio: "Três Leões"            |
| 1958 | Teletrama             | —          | Episódio: "O Solar de Chico Rita" |
| 1957 | Teletrama             | —          | Episódio: "Alma em Suplício"      |
| 1956 | Teletrama             | —          | Episódio: "Os Deuses Riem"        |

#### Cinema
| Ano  | Título               | Personagem |
| ---- | -------------------- | ---------- |
| 1976 | Como Consolar Viúvas | Tia Dadá   |